# Aloe erecta
Aloe erecta é uma espécie de liliopsida do gênero Aloe, pertencente à família Asphodelaceae.